# Crkva Svetog Spasa (Grahovac)
Crkva Svetog Spasa na Grahovcu je podignuta u čast velike bitke odigrane u ovom mjestu 1858. godine. Sagrađena je po naredbi kralja Nikole 1864. godine, na simboličan način, jer je njena gradnja počela u utorak, a završena u četvrtak, na Spasovdan, baš kao i bitka na Grahovcu. Njeni temelji su iskopani na mjestu gdje se nalazio šator Husein paše, komandanta turske vojske. Savo Tomov Milović je postavio crnogorski barjak na mjestu šatora Husein paše i kasnije crkve, a po smrti je dobio tu čast da bude sahranjen pred crkvenim vratima.
Crkva je malih dimenzija, jednobrodne osnove sa polukružnom apsidom i jednim zvonikom. Na nadvratnoj gredi je uklesan krst. Slijepa rozeta je u obliku kormila i ugrađena je na sredini fasade. Na crkvi je postavljena spomen ploča, prilikom proslave stogodišnjece bitke, sa natpisom: Spomenik je vašeg junaštva, Crna Gora i njena sloboda.
Ikonostas je radio Vaso Krstov Vujičić 1907. godine. Crkva posjeduje i značajne obredne predmete ruskog porijekla. U unutrašnjosti se nalazi ikonostas, koji je takođe 1907. godine uradi Marko Đ. Vujović sa Cetinja.